# Nati il 29 aprile
| Questa pagina contiene informazioni ricavate automaticamente dalle voci biografiche con l'ausilio del template Bio e di un bot. L'aggiornamento è periodico e automatico e ricostruisce completamente la pagina. Se manca una persona in questa lista, sei pregato di non aggiungerla, ma accertati piuttosto che la sua voce biografica contenga il template Bio e che i dati anagrafici siano correttamente compilati. Se il template Bio manca, inseriscilo tu stesso o, in alternativa, metti l'avviso {{tmp\|Bio}} che ne segnala la mancanza. Se i dati riportati sono sbagliati, correggi direttamente la voce biografica; le modifiche saranno visibili in questa lista entro pochi giorni. Per chiarimenti vedi il progetto biografie. La lista contiene solo le 1.156 persone che sono citate nell'enciclopedia e per le quali è stato implementato correttamente il template Bio. Pagina aggiornata al 17 ago 2025. |

## III secolo a.C.(1)
- 220 a.C. - Marco Pacuvio, drammaturgo, poeta e pittore romano († 130 a.C.)

## X secolo(1)
- 912 - Minamoto no Mitsunaka, militare giapponese († 997)

## XV secolo(1)
- 1469 - Guglielmo II d'Assia, sovrano tedesco († 1509)

## XVI secolo(5)
- 1544 - Jean Baptiste de la Barrière, religioso francese († 1600)
- 1553 - Alberto Federico di Prussia, nobile prussiano († 1618)
- 1553 - Hakim Mirza, principe indiano († 1585)
- 1587 - Sofia di Sassonia, principessa sassone († 1635)
- 1592 - Deodato Scaglia, vescovo cattolico italiano († 1659)

## XVII secolo(16)
- 1618 - Vittoria Farnese, duchessa († 1649)
- 1645 - Bernardino Marinali, miniatore italiano († 1728)
- 1658 - Fabio degli Abati Olivieri, cardinale italiano († 1738)
- 1658 - Gianfrancesco Barbarigo, cardinale e vescovo cattolico italiano († 1730)
- 1659 - Sophia Elisabet Brenner, poetessa e letterata svedese († 1730)
- 1663 - Carlos Borja Centellas y Ponce de León, cardinale spagnolo († 1733)
- 1664 - Giovanni Giuliani, scultore e intagliatore italiano († 1744)
- 1665 - James Butler, II duca di Ormonde, militare e politico irlandese († 1745)
- 1667 - John Arbuthnot, statistico, medico e scrittore scozzese († 1735)
- 1667 - Francesco Saverio Fontana, vescovo cattolico italiano († 1736)
- 1675 - Giovanni Antonio Pellegrini, pittore italiano († 1741)
- 1679 - Marc de Beauvau, principe di Craon, nobile e politico francese († 1754)
- 1686 - Peregrine Bertie, II duca di Ancaster e Kesteven, nobile e militare britannico († 1742)
- 1688 - Charles-Nicolas Cochin il Vecchio, incisore francese († 1754)
- 1692 - Jean Armand de Lestocq, politico e medico russo († 1767)
- 1700 - Maria Dmitrievna Cantemir, nobildonna russa († 1757)

## XVIII secolo(32)
- 1708 - Filippo Maria Pirelli, cardinale e arcivescovo cattolico italiano († 1771)
- 1712 - Giuseppe Appiani, cantante castrato italiano († 1742)
- 1712 - Pietro Antonio Danieletti, scultore italiano († 1779)
- 1716 - Enea Arnaldi, umanista e architetto italiano († 1794)
- 1722 - Francesco Carafa della Spina di Traetto, cardinale e arcivescovo cattolico italiano († 1818)
- 1724 - Pedro Correia Garção, poeta e drammaturgo portoghese († 1772)
- 1725 - Jean-Jacques Caffieri, scultore francese († 1792)
- 1727 - Jean-Georges Noverre, danzatore e coreografo francese († 1810)
- 1741 - Lorenzo Caleppi, cardinale e diplomatico italiano († 1817)
- 1745 - Oliver Ellsworth, politico e avvocato statunitense († 1807)
- 1758 - Georg Carl von Döbeln, generale svedese († 1820)
- 1761 - Giorgio Andrea Agnès des Geneys, ammiraglio e generale italiano († 1839)
- 1762 - Jean-Baptiste Jourdan, generale francese († 1833)
- 1763 - Federico di Sassonia-Altenburg, duca († 1834)
- 1764 - Martin-Guillaume Biennais, orafo francese († 1843)
- 1766 - Nicholas Vansittart, politico britannico († 1851)
- 1767 - Luigi I Boncompagni Ludovisi, italiano († 1841)
- 1767 - Carl Philipp von Wrede, generale tedesco († 1838)
- 1767 - Jean-François Cordellier, generale francese († 1845)
- 1769 - Pio Prati, militare e politico italiano
- 1771 - Pierre-François Bouchard, ufficiale francese († 1822)
- 1774 - Anna Gottlieb, soprano austriaco († 1856)
- 1776 - Giovanni D'Andrea, economista e politico italiano († 1841)
- 1777 - René de Blonay, politico francese († 1852)
- 1780 - Charles Nodier, scrittore e entomologo francese († 1844)
- 1789 - Carl Ludwig Frommel, pittore e incisore tedesco († 1863)
- 1791 - Carlo Felice Scapini, politico italiano († 1861)
- 1792 - Matthew Vassar, mercante e filantropo statunitense († 1868)
- 1793 - Maria Teresa di Braganza, nobile portoghese († 1874)
- 1796 - Giacinto Cottin, politico italiano († 1878)
- 1798 - Carlo Yvon, oboista e compositore italiano († 1854)
- 1800 - Hiram Cronk, militare statunitense († 1905)

## XIX secolo(166)
- 1801 - Joseph Aschbach, storico e germanista tedesco († 1882)
- 1803 - Auguste Arnould, poeta, scrittore e drammaturgo francese († 1854)
- 1803 - James Brooke, avventuriero e politico britannico († 1868)
- 1803 - Paul Cullen, cardinale e arcivescovo cattolico irlandese († 1878)
- 1805 - Auguste Barbier, poeta, scrittore e librettista francese († 1882)
- 1805 - Johannes Albrecht Bernhard Dorn, orientalista tedesco († 1881)
- 1806 - Giovanni Battista Carletti Giampieri, politico italiano († 1867)
- 1806 - Ernst von Feuchtersleben, scrittore austriaco († 1849)
- 1807 - Carl Ludwig von Haller, politico svizzero († 1893)
- 1809 - Tito Vanzetti, chirurgo italiano († 1888)
- 1810 - Grigorij Grigor'evič Gagarin, artista e nobile russo († 1893)
- 1810 - Thomas Adolphus Trollope, scrittore inglese († 1892)
- 1813 - Felice Chiò, matematico e politico italiano († 1871)
- 1815 - Alessandro Antoldi, musicista italiano († 1897)
- 1815 - Sereno Omar, politico italiano († 1878)
- 1817 - Vincent Benedetti, diplomatico francese († 1900)
- 1818 - Alessandro II di Russia, sovrano russo († 1881)
- 1822 - Amalia de Llano, contessa e scrittrice spagnola († 1874)
- 1823 - Joseph-Alfred Foulon, cardinale e arcivescovo cattolico francese († 1893)
- 1824 - Félicien Chapuis, medico e entomologo belga († 1879)
- 1824 - Francisco Pi y Margall, politico, storico e filosofo spagnolo († 1901)
- 1828 - Stéphane Tarnier, medico francese († 1897)
- 1830 - Luigi Gravina, prefetto e politico italiano († 1910)
- 1830 - Adolph Sutro, politico, ingegnere e filantropo tedesco († 1898)
- 1830 - Nikolaj Matveevič Čichačëv, ammiraglio russo († 1917)
- 1831 - Federico I di Anhalt, duca († 1904)
- 1832 - Isidoro Verga, cardinale e vescovo cattolico italiano († 1899)
- 1832 - Giovanni Battista Villa, scultore italiano († 1899)
- 1833 - Pietro Poppi, fotografo e pittore italiano († 1914)
- 1834 - Shmuel Schneersohn, filosofo, mistico e religioso russo († 1882)
- 1836 - Giuseppe Alinari, editore e fotografo italiano († 1890)
- 1837 - Georges Boulanger, generale e politico francese († 1891)
- 1839 - Maximilian Vogel von Falckenstein, generale prussiano († 1917)
- 1839 - Victor Jouët, presbitero francese († 1912)
- 1839 - Marcellus Stearns, politico e militare statunitense († 1891)
- 1840 - Carlo Marangoni, fisico italiano († 1925)
- 1841 - Cesare Alaggia, magistrato e politico italiano († 1908)
- 1841 - Francis Grenfell, I barone Grenfell, generale britannico († 1925)
- 1841 - James Edmund Harting, ornitologo e naturalista inglese († 1928)
- 1842 - Karl Millöcker, compositore e direttore d'orchestra austriaco († 1899)
- 1843 - Pedro Américo, pittore, scrittore e saggista brasiliano († 1905)
- 1843 - Albert Vilhelm Bøgh, attore norvegese († 1927)
- 1843 - Maria Zambaco, modella e artista britannica († 1914)
- 1844 - Hans von Koester, ammiraglio tedesco († 1928)
- 1845 - Émile Bergerat, saggista, critico teatrale e drammaturgo francese († 1923)
- 1846 - Dmitrij Gustanovič von Fölkersam, ammiraglio russo († 1905)
- 1847 - Joachim Andersen, flautista danese († 1909)
- 1848 - Raja Ravi Varma, pittore indiano († 1906)
- 1849 - William Marshall, tennista e architetto britannico († 1921)
- 1849 - Alfonso Palitti, politico italiano († 1891)
- 1852 - Theodor Liebisch, cristallografo tedesco († 1922)
- 1853 - Pietro Antonelli, diplomatico, esploratore e politico italiano († 1901)
- 1854 - Henri Poincaré, matematico, fisico e filosofo francese († 1912)
- 1855 - Josep Batlló i Casanovas, imprenditore spagnolo († 1934)
- 1855 - William Elkin, astronomo statunitense († 1933)
- 1856 - Alessandro Milesi, pittore italiano († 1945)
- 1857 - František Ondříček, violinista e compositore ceco († 1922)
- 1859 - Rupert Anderson, calciatore inglese († 1944)
- 1860 - Paul Évariste Parmentier, botanico francese († 1941)
- 1860 - Lorado Taft, scultore, scrittore e educatore statunitense († 1936)
- 1861 - Achille Laugé, pittore e litografo francese († 1944)
- 1862 - Vittorio Maria Vanzo, direttore d'orchestra, pianista e compositore italiano († 1945)
- 1863 - William Randolph Hearst, editore, imprenditore e politico statunitense († 1951)
- 1863 - Konstantinos Kavafis, poeta e giornalista greco († 1933)
- 1863 - Maria Teresa Ledóchowska, religiosa polacca († 1922)
- 1865 - Max Fabiani, architetto e urbanista italiano († 1962)
- 1866 - Antonio Dionisi, medico, patologo e batteriologo italiano († 1931)
- 1866 - Giovanni Noè, avvocato, anarchico e politico italiano († 1908)
- 1867 - Knud Andersen, zoologo danese († 1918)
- 1867 - Luigi Rossi, avvocato, giurista e politico italiano († 1941)
- 1868 - Alice Keppel, nobildonna scozzese († 1947)
- 1868 - Pio di San Luigi, religioso italiano († 1889)
- 1870 - Cosmo Hamilton, commediografo e scrittore britannico († 1942)
- 1871 - Adolfo Coppedè, architetto italiano († 1951)
- 1871 - William Stern, psicologo e filosofo tedesco († 1938)
- 1871 - Gino Visentini Scarzanella, ingegnere italiano († 1949)
- 1871 - Yoshioka Yayoi, medico giapponese († 1959)
- 1871 - Adolfo de Bertolini, avvocato e politico italiano († 1946)
- 1871 - Jean de Chabannes, velista francese († 1933)
- 1872 - Eyvind Alnæs, musicista norvegese († 1932)
- 1872 - Forest Ray Moulton, astronomo e matematico statunitense († 1952)
- 1872 - Harry Payne Whitney, imprenditore statunitense († 1930)
- 1873 - Emilio Bozzi, imprenditore italiano († 1936)
- 1873 - Francis Harvey, militare britannico († 1916)
- 1875 - Rafael Sabatini, scrittore italiano († 1950)
- 1875 - Sirio Solazzi, giurista italiano († 1957)
- 1876 - Paul Montel, matematico francese († 1975)
- 1876 - Charles Umbs, ginnasta e multiplista statunitense († 1958)
- 1876 - Zauditù d'Etiopia, imperatrice etiope († 1930)
- 1877 - Paul Beulque, pallanuotista e allenatore di pallanuoto francese († 1943)
- 1877 - Jacob Merkelbach, fotografo olandese († 1942)
- 1878 - Friedrich Adler, designer e artista tedesco († 1942)
- 1878 - Albert S. Le Vino, sceneggiatore statunitense († 1947)
- 1879 - Thomas Beecham, direttore d'orchestra e saggista britannico († 1961)
- 1879 - Adolph Klauber, produttore teatrale, regista e critico teatrale statunitense († 1933)
- 1880 - Jonas Lie, pittore norvegese († 1940)
- 1880 - Ali Fethi Okyar, politico turco († 1943)
- 1881 - Albert Fox, scacchista statunitense († 1964)
- 1881 - Fausto Parisi, allenatore di calcio italiano
- 1882 - Roberto Franzoni, pittore, scultore e grafico italiano († 1960)
- 1882 - Auguste Herbin, pittore francese († 1960)
- 1882 - Roger Karl, attore francese († 1984)
- 1882 - Giovanni Lentini il Giovane, pittore italiano († 1948)
- 1883 - Knut Dahlander, pittore e incisore svedese († 1933)
- 1883 - Harry Stapley, calciatore inglese († 1937)
- 1884 - Jaime Cortesão, scrittore, politico e storico portoghese († 1960)
- 1885 - Claude Allen, astista statunitense († 1979)
- 1885 - Frank Fletcher, ammiraglio statunitense († 1973)
- 1885 - Felicjan Kępiński, astronomo polacco († 1966)
- 1885 - Egon Kisch, scrittore e giornalista austriaco († 1948)
- 1885 - Giorgio Pasquali, filologo classico e grammatico italiano († 1952)
- 1885 - Harry Pilcer, attore, danzatore e coreografo statunitense († 1961)
- 1885 - Domenico Rame, attore teatrale italiano († 1948)
- 1886 - Eugenio Fasana, alpinista, pittore e scrittore italiano († 1972)
- 1886 - Emanuele Ferro, militare italiano († 1915)
- 1886 - Renaud de la Frégeolière, bobbista e dirigente sportivo francese († 1981)
- 1887 - Otto Dumke, calciatore tedesco († 1912)
- 1887 - Harold Fleming, calciatore inglese († 1955)
- 1887 - Armando Migliari, attore italiano († 1976)
- 1887 - Arthur Moore, britannico († 1949)
- 1887 - Ray Thorne, nuotatore statunitense († 1921)
- 1887 - Erich Waschneck, regista, direttore della fotografia e produttore cinematografico tedesco († 1970)
- 1888 - Carlo Cavalli, politico italiano († 1923)
- 1888 - Dionys Schönecker, allenatore di calcio e calciatore austriaco († 1938)
- 1888 - Otto Wagener, militare tedesco († 1971)
- 1889 - Giacomo Carboni, generale italiano († 1973)
- 1889 - Jan van der Sluis, calciatore olandese († 1952)
- 1890 - Hans Kummetz, militare e aviatore tedesco († 1918)
- 1891 - Mario Buccellati, orafo, gioielliere e imprenditore italiano († 1965)
- 1892 - Henri Bard, calciatore francese († 1951)
- 1892 - Salvatore Principato, antifascista italiano († 1944)
- 1892 - Mario Scrivano, calciatore italiano († 1970)
- 1893 - Amílcar Barbuy, allenatore di calcio e calciatore brasiliano († 1965)
- 1893 - Ellen Brockhöft, pattinatrice artistica su ghiaccio tedesca († 1977)
- 1893 - Johann Reichhart, boia tedesco († 1972)
- 1893 - Ellis Le Geyt Troughton, zoologo australiano († 1974)
- 1893 - Harold Urey, chimico statunitense († 1981)
- 1894 - Marietta Blau, fisica austriaca († 1970)
- 1894 - Joop Boutmy, calciatore olandese († 1972)
- 1894 - Paul Hörbiger, attore austriaco († 1981)
- 1895 - Ronald Fangen, scrittore norvegese († 1946)
- 1895 - Giovanni Battista Marziali, avvocato, prefetto e militare italiano († 1948)
- 1895 - Malcolm Sargent, direttore d'orchestra, organista e compositore britannico († 1967)
- 1895 - Léon Savary, scrittore e giornalista svizzero († 1968)
- 1895 - Wilhelm Wegener, generale tedesco († 1944)
- 1896 - Harry McNaughton, attore inglese († 1967)
- 1896 - Einar Nordlie, calciatore norvegese († 1966)
- 1896 - Natalie Talmadge, attrice statunitense († 1969)
- 1896 - Zeno Vignati, giornalista e politico italiano († 1977)
- 1896 - Cecil Woodham-Smith, storica e biografa britannica († 1977)
- 1897 - Charles Seel, attore statunitense († 1980)
- 1897 - Ivan Thys, calciatore belga († 1982)
- 1897 - Carlo Zanfrognini, pittore e restauratore italiano († 1976)
- 1898 - Adele Comandini, sceneggiatrice statunitense († 1987)
- 1898 - Gerhard Feyerabend, generale tedesco († 1965)
- 1898 - August Hirt, medico tedesco († 1945)
- 1898 - Christian Juhl, ginnasta danese († 1962)
- 1898 - Georges Michel, calciatore belga († 1928)
- 1898 - Mario Riccio, politico e avvocato italiano († 1979)
- 1899 - Duke Ellington, direttore d'orchestra, compositore e pianista statunitense († 1974)
- 1899 - Carlo Innocenzi, musicista e compositore italiano († 1962)
- 1899 - Arduino Miccinesi, militare italiano († 1920)
- 1899 - Gérard Philips, teologo belga († 1972)
- 1899 - Luigi Ragno, avvocato e politico italiano († 1984)
- 1900 - Emanuele Samek Lodovici, politico e patologo italiano († 1990)
- 1900 - Adalbert Ritter, calciatore rumeno († 1945)

## XX secolo(888)
- 1901 - Bruce Clarke, generale statunitense († 1988)
- 1901 - Raffaello Fagnoni, architetto italiano († 1966)
- 1901 - Hotsumi Ozaki, giornalista giapponese († 1944)
- 1901 - Hirohito, imperatore giapponese († 1989)
- 1901 - Ceslas Spicq, biblista e religioso francese († 1992)
- 1902 - Theodore Chanler, compositore statunitense († 1961)
- 1902 - Francis Stuart, scrittore, giornalista e saggista irlandese († 2000)
- 1903 - Nikolaj Ivanovič Krylov, generale e politico sovietico († 1972)
- 1903 - Joseph Martin, missionario e vescovo cattolico belga († 1982)
- 1903 - Carla Simons, scrittrice, giornalista e traduttrice olandese († 1943)
- 1904 - Felix Smeets, calciatore olandese († 1961)
- 1905 - Emil Kuhn-Schnyder, paleontologo svizzero († 1994)
- 1905 - Gino Meloni, pittore e scultore italiano († 1989)
- 1905 - Erich Naumann, generale tedesco († 1951)
- 1905 - Hal Pereira, scenografo statunitense († 1983)
- 1905 - Renzo Sabatini, violista italiano († 1973)
- 1905 - Rudolf Schwarz, direttore d'orchestra austriaco († 1994)
- 1905 - Phillip Hagar Smith, ingegnere statunitense († 1987)
- 1906 - Enrico Mattei, imprenditore, partigiano e politico italiano († 1962)
- 1906 - Nino Nannetti, antifascista italiano († 1937)
- 1906 - Pedro Vargas, tenore e attore messicano († 1989)
- 1907 - Sydney Box, produttore cinematografico e sceneggiatore britannico († 1983)
- 1907 - Chūya Nakahara, poeta giapponese († 1937)
- 1907 - Tino Rossi, cantante e attore francese († 1983)
- 1907 - William Patrick Whelan, arcivescovo cattolico sudafricano († 1966)
- 1907 - Fred Zinnemann, regista austriaco († 1997)
- 1908 - Pedro Arnoldo Aparicio y Quintanilla, vescovo cattolico salvadoregno († 1992)
- 1908 - Anatolij Emel'janovič Golubov, generale e aviatore sovietico († 1978)
- 1908 - Domenico Latanza, politico italiano († 1991)
- 1908 - Amedeo Lissi, calciatore italiano
- 1908 - Jack Williamson, scrittore e autore di fantascienza statunitense († 2006)
- 1909 - Tom Ewell, attore statunitense († 1994)
- 1909 - Lazăr Sfera, calciatore rumeno († 1992)
- 1910 - Giuseppe Andrei, calciatore e allenatore di calcio italiano
- 1910 - Eva Besnyö, fotografa ungherese († 2003)
- 1910 - Dolly Haas, attrice tedesca († 1994)
- 1910 - Ahmed Mohammed Sheir, cestista egiziano
- 1911 - Georges Las Vergnas, scrittore francese († 1986)
- 1911 - Miro Luperi, partigiano italiano († 1944)
- 1911 - Erika von Brockdorff, attivista tedesca († 1943)
- 1912 - Giancarlo Cappelli, montatore italiano († 1982)
- 1912 - Richard Carlson, attore e regista statunitense († 1977)
- 1912 - Moshe Landau, magistrato tedesco († 2011)
- 1912 - Italo Valenti, pittore italiano († 1995)
- 1913 - Edgar Ablowich, velocista statunitense († 1998)
- 1913 - Astro Galli, allenatore di calcio e calciatore italiano († 1996)
- 1913 - Hans Martin, ciclista su strada svizzero († 2005)
- 1914 - Giuseppe Barone, presbitero e filosofo italiano († 2004)
- 1914 - Mario Dal Pra, filosofo, storico della filosofia e partigiano italiano († 1992)
- 1914 - Erling Evensen, fondista norvegese († 1998)
- 1914 - Walter Janka, attivista e editore tedesco († 1994)
- 1914 - Reinhard Kolldehoff, attore tedesco († 1995)
- 1914 - Cal Niday, pilota automobilistico statunitense († 1988)
- 1915 - Richard Depoorter, ciclista su strada belga († 1948)
- 1915 - Francisco Moreira, calciatore portoghese († 1991)
- 1915 - Richard Simonton, imprenditore statunitense († 1979)
- 1915 - Harry Thompson, allenatore di calcio e calciatore inglese († 2000)
- 1915 - Manus Vrauwdeunt, calciatore olandese († 1982)
- 1916 - Lars Korvald, politico norvegese († 2006)
- 1917 - Urie Bronfenbrenner, psicologo statunitense († 2005)
- 1917 - Silvio Ferrari, arbitro di calcio italiano
- 1917 - Celeste Holm, attrice statunitense († 2012)
- 1917 - Hilde Holovsky, pattinatrice artistica su ghiaccio austriaca († 1933)
- 1917 - James Brindley Nicolson, militare e aviatore inglese († 1945)
- 1917 - William Squire, attore e doppiatore britannico († 1989)
- 1917 - Doug Wright, calciatore inglese († 1992)
- 1918 - George Allen, allenatore di football americano statunitense († 1990)
- 1918 - Hans Nordahl, calciatore norvegese († 1993)
- 1918 - Nils Östensson, fondista e sciatore di pattuglia militare svedese († 1949)
- 1918 - Lorenzo Teves, politico filippino († 1996)
- 1919 - Aždar Ibragimov, regista sovietico († 1993)
- 1919 - Gérard Oury, regista, attore e sceneggiatore francese († 2006)
- 1919 - Alla Rakha, musicista indiano († 2000)
- 1919 - Giacinto Rizzolio, partigiano e militare italiano († 1944)
- 1919 - Peter Tompkins, agente segreto, saggista e scrittore statunitense († 2007)
- 1920 - Aleksandar Atanacković, calciatore jugoslavo († 2005)
- 1920 - Rafael González, schermidore argentino († 2007)
- 1920 - Grazia Gresi, cantante italiana († 2003)
- 1920 - Marcel Mariën, poeta, saggista e fotografo belga († 1993)
- 1920 - Tom Mason, attore e produttore cinematografico statunitense († 1980)
- 1921 - Hervé Le Boterf, scrittore e giornalista francese († 2000)
- 1921 - Tommy Noonan, attore statunitense († 1968)
- 1921 - Novella Parigini, pittrice italiana († 1993)
- 1921 - Adib Taherzadeh, personalità religiosa iraniano († 2000)
- 1922 - Lili Boniche, cantante algerino († 2008)
- 1922 - Ettore Farina, calciatore italiano
- 1922 - Noriko Sengoku, attrice giapponese († 2012)
- 1922 - Toots Thielemans, armonicista e chitarrista belga († 2016)
- 1923 - Cristina Campo, scrittrice, poetessa e traduttrice italiana († 1977)
- 1923 - Luigi Dadda, informatico e ingegnere italiano († 2012)
- 1923 - Irvin Kershner, regista, direttore della fotografia e produttore cinematografico statunitense († 2010)
- 1924 - Shintarō Abe, politico giapponese († 1991)
- 1924 - Felipe de Alba, attore e avvocato messicano († 2005)
- 1924 - Villen Abramovič Azarov, regista sovietico († 1978)
- 1924 - Giovanni Boselli Sforza, fumettista e illustratore italiano († 2007)
- 1924 - Zizi Jeanmaire, ballerina, attrice e showgirl francese († 2020)
- 1924 - David Landes, storico statunitense († 2013)
- 1924 - Nevio Scalamera, calciatore italiano († 2012)
- 1925 - Gianni Corsaro, marciatore italiano († 2006)
- 1925 - Colette Marchand, attrice, ballerina e coreografa francese († 2015)
- 1925 - Iwao Takamoto, regista, animatore e produttore televisivo statunitense († 2007)
- 1926 - Paul Baran, ingegnere polacco († 2011)
- 1926 - Annibale Fada, politico italiano († 1971)
- 1926 - Demos Malavasi, partigiano italiano († 1944)
- 1926 - Carrie Meek, politica statunitense († 2021)
- 1926 - Abd al-Wahid Pallavicini, islamista italiano († 2017)
- 1926 - Eduardo Ricagni, calciatore argentino († 2010)
- 1926 - Preston Robert Tisch, imprenditore statunitense († 2005)
- 1926 - Bruno Volponi, ex calciatore italiano
- 1927 - Sabino Acquaviva, sociologo, giornalista e scrittore italiano († 2015)
- 1927 - Ted Burgin, calciatore inglese († 2019)
- 1927 - Leopoldo Contarbio, cestista argentino († 1993)
- 1927 - Dorothy Manley, velocista britannica († 2021)
- 1927 - Michel Salomon, giornalista francese († 2020)
- 1927 - Bill Slater, calciatore inglese († 2018)
- 1928 - Ernst Hammerschmidt, vescovo vetero-cattolico, teologo e orientalista austriaco († 1993)
- 1928 - Jan Pieter Schotte, cardinale e arcivescovo cattolico belga († 2005)
- 1929 - Ray Barretto, percussionista statunitense († 2006)
- 1929 - Piero Bernardini Marzolla, traduttore, glottologo e funzionario italiano († 2019)
- 1929 - Andrea Cassone, arcivescovo cattolico italiano († 2010)
- 1929 - Cliff Holton, calciatore inglese († 1996)
- 1929 - Arvo Jantunen, cestista e allenatore di pallacanestro finlandese († 2018)
- 1929 - Vassos Karageorghis, archeologo cipriota († 2021)
- 1929 - Walter Kempowski, scrittore tedesco († 2007)
- 1929 - Hernán Ramos, ex cestista cileno
- 1929 - Orlando Silva, ex cestista cileno
- 1929 - April Stevens, cantante statunitense († 2023)
- 1929 - Jeremy Thorpe, politico britannico († 2014)
- 1930 - Mahmud di Terengganu, sovrano malese († 1998)
- 1930 - Henrik Coppens, calciatore e allenatore di calcio belga († 2015)
- 1930 - Giorgio Gonelli, aviatore e militare italiano († 1961)
- 1930 - Derek Humphry, giornalista, saggista e attivista britannico († 2025)
- 1930 - Filiberto Manzo, cestista messicano († 1996)
- 1930 - Luigi Nocivelli, imprenditore e dirigente d'azienda italiano († 2006)
- 1930 - Claus Ogerman, compositore, arrangiatore e direttore d'orchestra tedesco († 2016)
- 1930 - Roberto Paoli, ispanista, critico letterario e traduttore italiano († 2000)
- 1930 - Joe Porcaro, percussionista e batterista statunitense († 2020)
- 1930 - Jean Rochefort, attore francese († 2017)
- 1930 - Aldo Tambellini, artista italiano († 2020)
- 1931 - Frank Auerbach, pittore tedesco († 2024)
- 1931 - Giancarlo Del Re, giornalista e scrittore italiano († 2011)
- 1931 - Lonnie Donegan, cantante e chitarrista britannico († 2002)
- 1931 - Don Leo Jonathan, wrestler statunitense († 2018)
- 1932 - Alberto Alberti, produttore discografico italiano († 2006)
- 1932 - Hu Jinquan, regista, sceneggiatore e scenografo cinese († 1997)
- 1932 - Terumi Tanaka, attivista giapponese
- 1932 - Octavio Trillini, ex calciatore argentino
- 1933 - Mark Eyskens, politico, docente e economista belga
- 1933 - Reuven Fecher, cestista israeliano († 2020)
- 1933 - Rod McKuen, poeta, cantautore e compositore statunitense († 2015)
- 1933 - Willie Nelson, cantautore, chitarrista e attore statunitense
- 1933 - Mario Verdolini, ex calciatore italiano
- 1934 - Luis Aparicio, ex giocatore di baseball venezuelano
- 1934 - Renzo Grandi, sollevatore italiano († 1982)
- 1934 - Coulter Osborne, cestista canadese († 2023)
- 1934 - Pedro Pires, politico capoverdiano
- 1934 - Otis Rush, chitarrista e cantautore statunitense († 2018)
- 1934 - Akira Takarada, attore giapponese († 2022)
- 1935 - Luigi Balzarini, calciatore italiano († 2014)
- 1935 - Gundi Busch, pattinatrice artistica su ghiaccio e allenatrice di pattinaggio su ghiaccio tedesca († 2014)
- 1935 - Gianna Galli, soprano italiano († 2010)
- 1935 - Ljubomir Levčev, poeta bulgaro († 2019)
- 1936 - Viktor Ageev, pallanuotista sovietico († 2023)
- 1936 - José Antonio García-Blázquez, scrittore spagnolo († 2019)
- 1936 - Zubin Mehta, direttore d'orchestra indiano
- 1936 - Lucilla Morlacchi, attrice italiana († 2014)
- 1936 - Adolfo Nicolás, gesuita spagnolo († 2020)
- 1936 - Alejandra Pizarnik, poetessa e traduttrice argentina († 1972)
- 1936 - Jacob Rothschild, IV barone Rothschild, banchiere britannico († 2024)
- 1936 - Kai Sjøberg, calciatore norvegese († 1994)
- 1936 - Lane Smith, attore statunitense († 2005)
- 1936 - Tan Eng Bock, pallanuotista singaporiano († 2020)
- 1937 - Ramón Abeledo, ex calciatore argentino
- 1937 - Hasil Adkins, cantautore e polistrumentista statunitense († 2005)
- 1937 - Jean Gauthier, hockeista su ghiaccio canadese († 2013)
- 1937 - Lluís Martínez Sistach, cardinale e arcivescovo cattolico spagnolo
- 1937 - Jill Paton Walsh, scrittrice britannico († 2020)
- 1938 - Allan Dean, trombettista e docente statunitense
- 1938 - Michael Edwards, scrittore e critico letterario britannico
- 1938 - Guido Carlo Gatti, cestista italiano († 2024)
- 1938 - Ray MacSharry, politico e dirigente d'azienda irlandese
- 1938 - Bernard Madoff, banchiere e truffatore statunitense († 2021)
- 1938 - Franco Magnani, ex ciclista su strada italiano
- 1938 - Mel Pearson, allenatore di hockey su ghiaccio e hockeista su ghiaccio canadese († 1999)
- 1938 - Klaus Voormann, cantante, bassista e polistrumentista tedesco
- 1939 - Wolf Donner, giornalista e critico cinematografico tedesco († 1994)
- 1939 - Giovanni Levi, storico italiano
- 1939 - Klaus Rinke, artista tedesco
- 1939 - Alfonso Rodríguez Salas, calciatore spagnolo († 1994)
- 1939 - Corrie Schimmel, ex nuotatrice olandese
- 1940 - George Adams, sassofonista statunitense († 1992)
- 1940 - Stefano, arcivescovo ortodosso estone
- 1940 - Max Cullen, attore neozelandese
- 1940 - Peter Diamond, economista statunitense
- 1940 - Béla Kuhárszki, calciatore ungherese († 2016)
- 1940 - Marcelino Martínez, ex calciatore spagnolo
- 1940 - Roland Moellé, ex pallanuotista francese
- 1940 - Manlio Muccini, dirigente sportivo e calciatore italiano († 2008)
- 1940 - Christian Möller, teologo tedesco
- 1941 - Barry Bridges, allenatore di calcio e ex calciatore inglese
- 1941 - Arnaldo Brunetto, politico italiano
- 1941 - Nicola Cacucci, editore italiano
- 1941 - Nana Caymmi, cantante brasiliana († 2025)
- 1941 - Hanne Darboven, artista tedesca († 2009)
- 1941 - François-Xavier de Donnea, politico belga
- 1941 - Giuseppe Lezza, magistrato e politico italiano
- 1941 - Giuseppe Turani, giornalista italiano († 2021)
- 1941 - Mircea Veroiu, regista, sceneggiatore e attore rumeno († 1997)
- 1941 - Joe Zammit, ex calciatore maltese
- 1942 - Roberto Alonge, critico teatrale italiano
- 1942 - Todor Kolev, ex calciatore bulgaro
- 1942 - Galina Kulakova, ex fondista sovietica
- 1942 - Alfonso Merendino, pilota automobilistico italiano († 1998)
- 1942 - Massimo Piattelli Palmarini, biochimico e linguista italiano
- 1942 - Vini Poncia, musicista e produttore discografico statunitense
- 1942 - Elvio Viano, politico italiano
- 1943 - Pietro Gonella, allenatore di calcio e ex calciatore italiano
- 1943 - Gay Hamilton, attrice britannica
- 1943 - Ian Kershaw, storico britannico
- 1943 - Roberto Panisi, calciatore italiano († 1998)
- 1943 - Paul Shardlow, crickettista e calciatore inglese († 1968)
- 1943 - Julio Tamussin, lottatore italiano († 2015)
- 1944 - Michael Angelis, attore e doppiatore inglese († 2020)
- 1944 - Liu Chuanzhi, imprenditore cinese
- 1944 - Benedetta di Danimarca, principessa danese
- 1944 - Jim Hart, ex giocatore di football americano statunitense
- 1944 - Richard Kline, attore e regista statunitense
- 1944 - Francis Lee, calciatore inglese († 2023)
- 1944 - Katarina Mazetti, scrittrice, giornalista e educatrice svedese († 2025)
- 1944 - Werner Nekes, regista e sceneggiatore tedesco († 2017)
- 1944 - Hermann Scheer, politico tedesco († 2010)
- 1944 - Agnès Spaak, attrice e fotografa belga
- 1945 - Franco Brezzi, matematico italiano
- 1945 - Enrique Casaretto, calciatore peruviano († 2020)
- 1945 - Brian Charlesworth, biologo britannico
- 1945 - Jake Ford, cestista statunitense († 1996)
- 1945 - Stephen Fulling, matematico e fisico statunitense
- 1945 - Stephen Goldblatt, direttore della fotografia britannico
- 1945 - Hugh Hopper, bassista e compositore britannico († 2009)
- 1945 - Tammi Terrell, cantante statunitense († 1970)
- 1945 - Steinar Pettersen, ex calciatore norvegese
- 1945 - Paolo Pietrangeli, cantautore, regista e sceneggiatore italiano († 2021)
- 1945 - Oliviero Pillon, politico italiano
- 1945 - Attilio Rota, ex ciclista su strada italiano
- 1945 - Luciano Vieri, cantante italiano († 1964)
- 1945 - Richard Warwick, attore britannico († 1997)
- 1945 - Friedrich Wessel, ex schermidore tedesco
- 1946 - Humphrey Carpenter, scrittore e biografo britannico († 2005)
- 1946 - Pedro Fernández Cantero, calciatore paraguaiano († 2020)
- 1946 - Rodney Frelinghuysen, politico statunitense
- 1946 - Ivan Krăstev, lottatore bulgaro
- 1946 - Maribel Lorenzo, cestista spagnola († 1981)
- 1946 - Pasquale Rachini, direttore della fotografia italiano
- 1946 - Wayne Robson, attore canadese († 2011)
- 1946 - Franc Roddam, regista, sceneggiatore e produttore televisivo britannico
- 1946 - Lino Villa, calciatore italiano († 2018)
- 1946 - Aleksander Wolszczan, astronomo polacco
- 1946 - Bruno Zambon, politico italiano
- 1947 - Aldo Anzuini, allenatore di calcio e ex calciatore italiano
- 1947 - Serge Bernier, ex hockeista su ghiaccio canadese
- 1947 - Horst Bredekamp, storico dell'arte tedesco
- 1947 - Yusef Komunyakaa, poeta statunitense
- 1947 - Johnny Miller, golfista statunitense
- 1947 - Jim Ryun, ex mezzofondista e politico statunitense
- 1947 - Michele Solbiati, calciatore italiano
- 1947 - Tamotsu Suzuki, allenatore di calcio e ex calciatore giapponese
- 1947 - Va'aletoa Sualauvi II, politico samoano
- 1947 - André Wilms, attore francese († 2022)
- 1948 - Reb Brown, attore statunitense
- 1948 - Luca Giannini, allenatore di calcio e ex calciatore italiano
- 1948 - Guto Graça Mello, compositore, produttore discografico e direttore artistico brasiliano
- 1948 - Michael Karoli, chitarrista, violinista e compositore tedesco († 2001)
- 1948 - Lance Poulsen, ex sciatore alpino statunitense
- 1949 - Marco Acerbi, ostacolista italiano († 1989)
- 1949 - Giuseppe Curia, ex attore pornografico italiano
- 1949 - Anita Dobson, attrice inglese
- 1949 - Nikolaj Gontar', ex calciatore sovietico
- 1949 - Nuno Júdice, poeta e scrittore portoghese († 2024)
- 1949 - Piero Nava, italiano
- 1949 - Božidar Pampulov, ex tennista bulgaro
- 1949 - Matej Pampulov, ex tennista bulgaro
- 1949 - Mauro Pelaschiar, velista italiano
- 1949 - David Elliott, britannico
- 1949 - Irén Szegedi, ex cestista ungherese
- 1949 - Arlette Zola, cantante svizzera
- 1950 - Egidio Banti, politico italiano
- 1950 - Mario Barbaja, cantautore, chitarrista e polistrumentista italiano
- 1950 - Phillip Noyce, regista australiano
- 1950 - Peter Shmock, ex pesista statunitense
- 1950 - Debbie Stabenow, politica statunitense
- 1951 - Vinicius Cantuaria, cantante, compositore e polistrumentista brasiliano
- 1951 - Patrick Chabal, storico e africanista britannico († 2014)
- 1951 - Roberto Colombo, tastierista, arrangiatore e produttore discografico italiano
- 1951 - Ellen Crawford, attrice statunitense
- 1951 - Jean-Pierre Delville, vescovo cattolico, storico e teologo belga
- 1951 - Dale Earnhardt, pilota automobilistico statunitense († 2001)
- 1951 - Ulises Antonio Gutiérrez Reyes, arcivescovo cattolico venezuelano
- 1951 - John Holmes, diplomatico inglese
- 1951 - Pietro Ribisi, mafioso italiano († 2012)
- 1951 - Won Yeong-ja, ex cestista sudcoreana
- 1952 - Nora Dunn, attrice statunitense
- 1952 - Barbara Hendricks, politica tedesca
- 1952 - David Icke, scrittore e giornalista britannico
- 1952 - Anatolij Alekseevič Nogovicyn, generale russo († 2019)
- 1953 - Mike Adenuga, imprenditore nigeriano
- 1953 - Aloysius Atuegbu, calciatore nigeriano († 2008)
- 1953 - Nikolaj Michajlovič Budarin, cosmonauta russo
- 1953 - Fabrizio Desideri, filosofo italiano
- 1953 - Bill Drummond, musicista, artista e scrittore scozzese
- 1953 - Tommaso Ginoble, politico italiano
- 1953 - Jan Andrzej Paweł Kaczmarek, compositore polacco († 2024)
- 1953 - Marvano, fumettista belga
- 1953 - Irina Pozdnjakova, ex nuotatrice sovietica
- 1953 - Helge Skuseth, ex calciatore norvegese
- 1953 - Mauro Spina, batterista, compositore e arrangiatore italiano
- 1954 - Donnie Andrews, criminale statunitense († 2012)
- 1954 - Mo Brooks, politico statunitense
- 1954 - Jake Burton Carpenter, snowboarder e imprenditore statunitense († 2019)
- 1954 - Erik Foss, dirigente sportivo, allenatore di calcio e ex calciatore norvegese
- 1954 - Kazuko Kurosawa, costumista giapponese
- 1954 - Marek Kusto, allenatore di calcio e ex calciatore polacco
- 1954 - Marc Lavoie, ex schermidore e economista canadese
- 1954 - Kevin McKenzie, ex ballerino, direttore artistico e coreografo statunitense
- 1954 - Bill Paxon, politico statunitense
- 1954 - Chris Rogers, matematico neozelandese
- 1954 - Jerry Seinfeld, cabarettista, attore e sceneggiatore statunitense
- 1954 - Marianne Stanley, ex cestista e allenatrice di pallacanestro statunitense
- 1954 - Masaaki Suzuki, direttore d'orchestra, organista e clavicembalista giapponese
- 1955 - Sylvain Bellenger, storico dell'arte e funzionario francese
- 1955 - Werner Branz, fotografo austriaco
- 1955 - Richard Epcar, attore e doppiatore statunitense
- 1955 - Leslie Jordan, attore, drammaturgo e cantante statunitense († 2022)
- 1955 - Kate Mulgrew, attrice e doppiatrice statunitense
- 1955 - Sergej Ovčarov, regista russo
- 1955 - Gino Quilico, baritono canadese
- 1955 - Klaus Siebert, biatleta tedesco († 2016)
- 1955 - Yūko Tanaka, attrice e doppiatrice giapponese
- 1955 - Larisa Udovičenko, attrice russa
- 1955 - Rosolo Vailati, allenatore di calcio e ex calciatore italiano
- 1955 - Saverio Vallone, attore e regista teatrale italiano
- 1956 - Dragomir Bukvič, ex cestista e allenatore di pallacanestro sloveno
- 1956 - Paolo Cecinelli, giornalista e telecronista sportivo italiano
- 1956 - Donatella Di Cesare, filosofa, editorialista e saggista italiana
- 1956 - Clara Mochi, ex schermitrice italiana
- 1956 - Kevin Moran, ex calciatore irlandese
- 1956 - Ketil Stokkan, cantante norvegese
- 1957 - Alberto Alesina, economista italiano († 2020)
- 1957 - Vito Badalamenti, mafioso italiano
- 1957 - Roberto Bertoldo, scrittore italiano
- 1957 - Charles Burgi, compositore, arrangiatore e direttore d'orchestra italiano
- 1957 - Daniel Day-Lewis, attore britannico
- 1957 - Timothy Treadwell, ambientalista statunitense († 2003)
- 1957 - Mark Kendall, chitarrista statunitense
- 1957 - Noel Loban, ex lottatore britannico
- 1957 - Danilo Manera, ispanista e traduttore italiano
- 1957 - Naomi Mataʻafa, politica samoana
- 1957 - Joseph Morelle, politico statunitense
- 1957 - Shūhei Nakamoto, ingegnere giapponese
- 1957 - Lucio Quarantotto, cantautore e paroliere italiano († 2012)
- 1957 - Sofia Sakorafa, ex giavellottista e politica greca
- 1958 - Adriano Cevolotto, vescovo cattolico italiano
- 1958 - René Collin, politico belga
- 1958 - Giovanni Galli, dirigente sportivo, ex calciatore e politico italiano
- 1958 - Savage Steve Holland, animatore e regista statunitense
- 1958 - Brad Lewis, produttore cinematografico statunitense
- 1958 - Kristaq Mile, allenatore di calcio e ex calciatore albanese
- 1958 - Marco Pedrini, alpinista svizzero († 1986)
- 1958 - Michelle Pfeiffer, attrice statunitense
- 1958 - Eve Plumb, attrice statunitense
- 1958 - Carlos Ramos Rivera, ex calciatore cileno
- 1958 - Bolívar Ruiz, ex calciatore ecuadoriano
- 1958 - Gerardo Villalonga Hellín, vescovo cattolico spagnolo
- 1958 - Martin Whitmarsh, imprenditore e dirigente sportivo inglese
- 1959 - Craig Armstrong, compositore britannico
- 1959 - Franco Bertoli, allenatore di pallavolo, dirigente sportivo e ex pallavolista italiano
- 1959 - László Dajka, allenatore di calcio e ex calciatore ungherese
- 1959 - Corrado Giustozzi, informatico, giornalista e scrittore italiano
- 1959 - Ramachandra Guha, storico indiano
- 1959 - Per Holmberg, ex calciatore svedese
- 1959 - Yasuhiro Kobayashi, fisarmonicista, arrangiatore e compositore giapponese
- 1959 - Željko Poljak, ex cestista e allenatore di pallacanestro jugoslavo
- 1959 - Trond Sollied, allenatore di calcio e ex calciatore norvegese
- 1960 - Steve Blum, doppiatore statunitense
- 1960 - Andrew Miller, scrittore britannico
- 1960 - Paul Roma, ex wrestler e ex pugile statunitense
- 1960 - Robert J. Sawyer, scrittore di fantascienza canadese
- 1961 - Dan Cassidy, ex tennista statunitense
- 1961 - Douglas Tybor Durig, astronomo statunitense
- 1961 - Blair Kiel, giocatore di football americano statunitense († 2012)
- 1961 - Lin Meei-shiou, ex cestista taiwanese
- 1961 - Gabriel Mato, politico spagnolo
- 1961 - Pål Gunnar Mikkelsplass, ex fondista norvegese
- 1961 - Doug Shedden, allenatore di hockey su ghiaccio e ex hockeista su ghiaccio canadese
- 1961 - Fumihiko Tachiki, doppiatore giapponese
- 1961 - Kim Yarbrough, cantante e attrice statunitense
- 1961 - Luigi Zerbio, allenatore di calcio e ex calciatore italiano
- 1962 - Fernando Bonaldo, ex nuotatore, cestista e atleta paralimpico italiano
- 1962 - Stephan Burger, arcivescovo cattolico tedesco
- 1962 - Christine Defraigne, politica belga
- 1962 - Rob Druppers, ex mezzofondista olandese
- 1962 - Steve Heard, ex mezzofondista e velocista britannico
- 1962 - Tomáš Jelínek, ex hockeista su ghiaccio ceco
- 1962 - Vlado Lisjak, ex lottatore jugoslavo
- 1962 - Midnight, cantante statunitense († 2009)
- 1962 - Márcio Máximo, allenatore di calcio brasiliano
- 1962 - Fabrizio Palma, musicista e arrangiatore italiano
- 1962 - Jochen Partsch, politico tedesco
- 1962 - Polly Samson, giornalista, paroliera e scrittrice britannica
- 1963 - Jim Benning, dirigente sportivo e ex hockeista su ghiaccio canadese
- 1963 - Pierre Woodman, attore pornografico francese
- 1963 - Gerhard Haidacher, ex bobbista austriaco
- 1963 - Bruce Harwood, attore canadese
- 1963 - Patricia Kästle, ex sciatrice alpina austriaca
- 1963 - Luca Laurenti, personaggio televisivo, cantante e attore italiano
- 1963 - Isabelle Lonvis-Rome, magistrato, scrittrice e politica francese
- 1963 - Edgar Schmitt, allenatore di calcio tedesco
- 1963 - Raúl Servín, ex calciatore messicano
- 1963 - Moreno Trevisiol, ex rugbista a 15, allenatore di rugby a 15 e dirigente sportivo italiano
- 1963 - Hysen Zmijani, ex calciatore albanese
- 1964 - Federico Castelluccio, attore e regista italiano
- 1964 - Espen Engebretsen, ex calciatore norvegese
- 1964 - Aris Enkelmann, ex schermidore tedesco
- 1964 - Iryna Farion, politica ucraina († 2024)
- 1964 - Andrea Pepi, ex calciatore italiano
- 1964 - Saša Radunović, ex cestista jugoslavo
- 1964 - Erck Rickmers, imprenditore e politico tedesco
- 1964 - Thomas Robsahm, regista, produttore cinematografico e attore norvegese
- 1964 - Sveva Sagramola, conduttrice televisiva e autrice televisiva italiana
- 1964 - Gary Smart, ex calciatore inglese
- 1964 - Xaver Varnus, organista ungherese
- 1965 - Angelo Alessio, allenatore di calcio e ex calciatore italiano
- 1965 - Stephen Angers, ex schermidore canadese
- 1965 - Vladimir Arsenijević, scrittore e traduttore serbo
- 1965 - Michel Bussi, scrittore francese
- 1965 - Ola Haldorsen, allenatore di calcio e ex calciatore norvegese
- 1965 - Sylvio Kroll, ex ginnasta tedesco
- 1965 - Felipe Miñambres, allenatore di calcio, ex calciatore e dirigente sportivo spagnolo
- 1965 - Peter Rauhofer, disc jockey e produttore discografico austriaco († 2013)
- 1965 - Larisa Turčinskaja, ex multiplista russa
- 1965 - David Wansbrough, ex hockeista su prato australiano
- 1965 - Elisabeth Åsbrink, scrittrice e giornalista svedese
- 1966 - Rollo Armstrong, produttore discografico e polistrumentista britannico
- 1966 - Greg Christian, bassista statunitense
- 1966 - Irina Gerlic, ex cestista sovietica
- 1966 - Ramón Medina Bello, ex calciatore argentino
- 1966 - Annalisa Piras, giornalista e regista italiana
- 1966 - Christophe Plé, ex sciatore alpino francese
- 1966 - Christian Tetzlaff, violinista tedesco
- 1966 - Vincent Ventresca, attore statunitense
- 1966 - Andrea Zanuttig, allenatore di calcio, dirigente sportivo e ex calciatore italiano
- 1967 - Attila Ábrahám, ex canoista ungherese
- 1967 - Marcel Albers, pilota automobilistico olandese († 1992)
- 1967 - Valérie Devaux, ex schermitrice francese
- 1967 - Curtis Joseph, ex hockeista su ghiaccio canadese
- 1967 - Angelo Zanotti, ex atleta paralimpico e sciatore alpino italiano
- 1968 - Andrea Accardi, fumettista italiano
- 1968 - Néstor Fabbri, ex calciatore argentino
- 1968 - Marcial Garay, ex calciatore paraguaiano
- 1968 - Kolinda Grabar-Kitarović, politica e diplomatica croata
- 1968 - Michael Herbig, attore, regista e comico tedesco
- 1968 - Steve Holland, sceneggiatore, produttore televisivo e scrittore statunitense
- 1968 - David Izonritei, ex pugile nigeriano
- 1968 - Yoshiaki Koizumi, autore di videogiochi giapponese
- 1968 - Kikuko Mikawa, ex cestista giapponese
- 1968 - Giuliano Pazzaglini, politico italiano
- 1968 - Andrea Salvenmoser, ex sciatrice alpina austriaca
- 1968 - Mark Strudal, allenatore di calcio e ex calciatore danese
- 1968 - Roberta Toffanin, politica italiana
- 1968 - John Tréllez, ex calciatore colombiano
- 1968 - Mirca Viola, attrice, regista e ex modella italiana
- 1968 - Jürgen Vogel, attore, sceneggiatore e produttore cinematografico tedesco
- 1968 - Carnie Wilson, cantante e conduttrice televisiva statunitense
- 1969 - Paul Adelstein, attore statunitense
- 1969 - Philippe Ermenault, ex pistard e ciclista su strada francese
- 1969 - Riccardo Gallia, allenatore di pallavolo e ex pallavolista italiano
- 1969 - Dmitrij Gorškov, pallanuotista russo
- 1969 - Livio Maranzano, allenatore di calcio e ex calciatore italiano
- 1969 - Jo Martin, attrice britannica
- 1969 - José Carlos Martínez, ballerino e coreografo spagnolo
- 1969 - Sanami Matō, fumettista e scrittrice giapponese
- 1969 - Stas Michajlov, musicista e cantautore russo
- 1969 - Leonardo Romay, ex calciatore uruguaiano
- 1969 - Charles Thompson, ex calciatore montserratiano
- 1969 - İzel Çeliköz, cantante turca
- 1970 - Andre Agassi, ex tennista e allenatore di tennis statunitense
- 1970 - Antonel Borșan, ex canoista rumeno
- 1970 - Paweł Deląg, attore polacco
- 1970 - China Forbes, cantante statunitense
- 1970 - Fabio Gervasi, doppiatore e attore teatrale italiano
- 1970 - Ozark Henry, cantautore e musicista belga
- 1970 - Jari Kainulainen, bassista finlandese
- 1970 - Master P, rapper, imprenditore e produttore discografico statunitense
- 1970 - Robert Paterson, compositore, direttore d'orchestra e percussionista statunitense
- 1970 - Massimo Romano, allenatore di pallacanestro italiano
- 1970 - Uma Thurman, attrice statunitense
- 1971 - Roar Christensen, allenatore di calcio e calciatore norvegese
- 1971 - Anja Karliczek, politica tedesca
- 1971 - Leopoldo López, politico e attivista venezuelano
- 1971 - Sam Michael, ingegnere, dirigente sportivo e progettista australiano
- 1971 - Darby Stanchfield, attrice statunitense
- 1971 - Thomas Stuer-Lauridsen, ex giocatore di badminton danese
- 1971 - Antonia Terzi, ingegnera italiana († 2021)
- 1971 - Txema Alonso Fernández, ex calciatore spagnolo
- 1972 - Ludwig Ernstsson, allenatore di calcio e ex calciatore svedese
- 1972 - Carlos Clos Gómez, ex arbitro di calcio spagnolo
- 1972 - Sergeý Kalabwxïn, ex calciatore kazako
- 1972 - Fredrik Kempe, compositore svedese
- 1972 - Anne-Sophie Lapix, giornalista francese
- 1972 - Jane Mandean, ex atleta paralimpica sudafricana
- 1972 - Derek Mears, stuntman e attore statunitense
- 1972 - Francesco Postiglione, ex pallanuotista, ex nuotatore e dirigente sportivo italiano
- 1972 - Kazemır Qudiyev, ex calciatore azero
- 1972 - Marko Rehmer, ex calciatore tedesco
- 1972 - Anthony Rother, compositore e produttore discografico tedesco
- 1972 - Mariusz Siudek, ex pattinatore artistico su ghiaccio polacco
- 1972 - Takahiro Yamada, ex calciatore giapponese
- 1973 - David Belle, ginnasta, stuntman e attore francese
- 1973 - Miguel Ángel Falasca, pallavolista e allenatore di pallavolo spagnolo († 2019)
- 1973 - Fares Fares, attore libanese
- 1973 - Johan Hegg, cantante svedese
- 1973 - Yves Hocdé, ex canottiere francese
- 1973 - Mike Hogan, bassista irlandese
- 1973 - Steven Horsford, politico statunitense
- 1973 - Annaïg Le Meur, politica francese
- 1973 - Pierandrea Semeraro, imprenditore e dirigente sportivo italiano
- 1974 - Anggun, cantautrice indonesiana
- 1974 - Alana Blahoski, ex hockeista su ghiaccio statunitense
- 1974 - Barbora Bobuľová, attrice slovacca
- 1974 - Gianpaolo Cassese, politico italiano
- 1974 - Serena Cicalò, insegnante, matematica e artista italiana
- 1974 - Pascal Cygan, allenatore di calcio, dirigente sportivo e ex calciatore francese
- 1974 - Nikolaos Frousos, ex calciatore greco
- 1974 - Julian Knowle, ex tennista austriaco
- 1974 - Simone Pavan, allenatore di calcio e ex calciatore italiano
- 1974 - Walter Villadei, aviatore e astronauta italiano
- 1974 - Hugues Vincent, violoncellista e compositore francese († 2024)
- 1974 - Zoran Zekić, allenatore di calcio e ex calciatore croato
- 1975 - Josh Booty, ex giocatore di football americano e giocatore di baseball statunitense
- 1975 - Diego Castañares, allenatore di calcio a 5 e ex giocatore di calcio a 5 argentino
- 1975 - Denis Fasolo, attore italiano
- 1975 - Artem Jaškin, ex calciatore ucraino
- 1975 - Stephan Käfer, attore tedesco
- 1975 - Olga Kefalogiannī, politica greca
- 1975 - Eric Koston, skater statunitense
- 1975 - Mateusz Kusznierewicz, ex velista polacco
- 1975 - Fábio Luciano, ex calciatore brasiliano
- 1975 - Kazuyoshi Mikami, ex calciatore giapponese
- 1975 - Fred Scarlett, ex canottiere britannico
- 1975 - Leonardo Scarselli, ex ciclista su strada e dirigente sportivo italiano
- 1975 - Katie Schlukebir, ex tennista statunitense
- 1975 - Garrison Starr, cantautrice statunitense
- 1975 - Jurij Šul'man, scacchista statunitense
- 1975 - Tamar Zandberg, politica israeliana
- 1975 - Zach Zarba, arbitro di pallacanestro statunitense
- 1976 - Aleksandr Belov, politico russo
- 1976 - Igor Grabucea, sollevatore moldavo
- 1976 - Kelvin Jack, ex calciatore trinidadiano
- 1976 - Fabio Liverani, allenatore di calcio e ex calciatore italiano
- 1976 - Michael e Peter Spierig, regista, sceneggiatore e produttore cinematografico tedesco
- 1976 - Frédéric Niemeyer, allenatore di tennis e ex tennista canadese
- 1976 - Chiyotaikai Ryūji, lottatore di sumo giapponese
- 1976 - Maja Savić, pallamanista montenegrina
- 1976 - God Shammgod, ex cestista e allenatore di pallacanestro statunitense
- 1976 - Olav Zanetti, ex calciatore norvegese
- 1977 - Matt Bachand, chitarrista e bassista statunitense
- 1977 - Joaquín Beltrán, ex calciatore messicano
- 1977 - Sándor Bárdosi, ex lottatore ungherese
- 1977 - Lorenzo Fioramonti, economista e politico italiano
- 1977 - Linda, cantante russa
- 1977 - Marcel Hacker, canottiere tedesco
- 1977 - Claus Jensen, ex calciatore danese
- 1977 - T.J. Lux, ex cestista e allenatore di pallacanestro statunitense
- 1977 - Hennadij Matuljak, aviatore e militare ucraino († 2022)
- 1977 - Titus O'Neil, wrestler e ex giocatore di football americano statunitense
- 1977 - Andrius Skerla, ex calciatore lituano
- 1977 - Petja Stavreva, politica e giornalista bulgara († 2024)
- 1977 - Razan Zaitouneh, avvocato e attivista siriana
- 1977 - Attila Zsivóczky, ex multiplista ungherese
- 1978 - Bob Bryan, ex tennista statunitense
- 1978 - Mike Bryan, ex tennista statunitense
- 1978 - Giuseppe D'Ambrosio, politico italiano
- 1978 - Neil Doyle, arbitro di calcio irlandese
- 1978 - Craig Gower, rugbista a 13 e rugbista a 15 australiano
- 1978 - Jason Hart, ex cestista e allenatore di pallacanestro statunitense
- 1978 - Sam Jones, ex cestista e allenatore di pallacanestro statunitense
- 1978 - Niko Kapanen, hockeista su ghiaccio finlandese
- 1978 - Donna Loffhagen, ex cestista neozelandese
- 1978 - Toni Salgado, attore spagnolo
- 1978 - Tyler Labine, attore canadese
- 1979 - Younes Bouab, attore e sceneggiatore marocchino
- 1979 - Josh Brown, ex giocatore di football americano statunitense
- 1979 - Stefania Donà, ex calciatrice e fisioterapista italiana
- 1979 - Lee Dong-gook, ex calciatore sudcoreano
- 1979 - Zsolt Lőw, allenatore di calcio e ex calciatore ungherese
- 1979 - Rubén Maldonado, ex calciatore paraguaiano
- 1979 - Alberto Mielgo, spagnolo
- 1979 - Jo O'Meara, cantante, ballerina e attrice inglese
- 1979 - Tim Payne, ex rugbista a 15 e allenatore di rugby a 15 britannico
- 1979 - Élisabeth Revol, alpinista francese
- 1979 - Ryan Sharp, ex pilota automobilistico britannico
- 1979 - Seth Skyfire, ex wrestler statunitense
- 1979 - Tania Sánchez, politica spagnola
- 1979 - Heber Viera, ex velocista uruguaiano
- 1980 - Mohammed Ameen, ex calciatore saudita
- 1980 - Bre Blair, attrice canadese
- 1980 - Edward Bosnar, calciatore australiano
- 1980 - Thomas Cailley, regista e sceneggiatore francese
- 1980 - Marc Clotet, attore spagnolo
- 1980 - Raymond Daniels, taekwondoka, karateka e kickboxer statunitense
- 1980 - Kian Egan, cantante irlandese
- 1980 - Jenn Lyon, attrice statunitense
- 1980 - Luciano Milo, danzatore su ghiaccio italiano
- 1980 - Luca Presti, ex pattinatore di velocità in-line italiano
- 1980 - Annemarieke van Rumpt, canottiera olandese
- 1980 - Patrick Staudacher, ex sciatore alpino italiano
- 1980 - Mamary Traoré, ex calciatore maliano
- 1980 - Magdalena Tul, cantante polacca
- 1980 - Jesse Young, ex cestista canadese
- 1981 - Elisa Amoruso, regista e sceneggiatrice italiana
- 1981 - Brandon Brooks, ex pallanuotista e allenatore di pallanuoto statunitense
- 1981 - Brian Dzingai, ex velocista zimbabwese
- 1981 - Dražen Gović, calciatore croato († 2022)
- 1981 - Mustapha Harram, ex giocatore di calcio a 5 belga
- 1981 - George McCartney, ex calciatore nordirlandese
- 1981 - Wilfried Niflore, ex calciatore francese
- 1981 - Luciana Porini, pallamanista italiana
- 1981 - Tomáš Slavík, ex combinatista nordico ceco
- 1981 - Tom Smith, cantante, chitarrista e pianista britannico
- 1981 - Jay Smith, cantante e chitarrista svedese
- 1981 - Alex Vincent, attore statunitense
- 1982 - Aksana, modella, ex wrestler e ex culturista lituana
- 1982 - Aljaksandr Bahdanovič, canoista bielorusso
- 1982 - Antonio Bucciero, ex ciclista su strada italiano
- 1982 - Juan Manuel Fabi, ex cestista argentino
- 1982 - Luymar Hernández, schermidore venezuelano
- 1982 - Rolando Howell, cestista statunitense († 2016)
- 1982 - Marija Karan, attrice serba
- 1982 - Laura Karasek, avvocato, conduttrice radiofonica e scrittrice tedesca
- 1982 - Constanza Landra, ex cestista argentina
- 1982 - Zuzka Light, attrice ceca
- 1982 - Daniel López Alcañiz, ex cestista spagnolo
- 1982 - Angelo Martha, ex calciatore olandese
- 1982 - Carlos Martins, ex calciatore portoghese
- 1982 - Scott Nails, attore pornografico statunitense
- 1982 - Kate Nauta, attrice, modella e cantante statunitense
- 1982 - Oluchi Onweagba, modella nigeriana
- 1982 - Bar Paly, modella e attrice israeliana
- 1982 - Ivan Zoni, fumettista e illustratore italiano
- 1983 - Jonás Berami, attore e personaggio televisivo spagnolo
- 1983 - Megan Boone, attrice statunitense
- 1983 - Jay Cutler, giocatore di football americano statunitense
- 1983 - Artur Futre, ex calciatore portoghese
- 1983 - Han Ying, tennistavolista tedesca
- 1983 - Sam Jones III, attore statunitense
- 1983 - Ladji Keita, ex calciatore senegalese
- 1983 - David Lee, ex cestista statunitense
- 1983 - Hedvig Lindahl, ex calciatrice svedese
- 1983 - John M'Bumba, pugile francese
- 1983 - Semih Şentürk, allenatore di calcio e ex calciatore turco
- 1983 - Sorelle Soska, regista, sceneggiatrice e produttrice cinematografica canadese
- 1983 - Aco Stojkov, ex calciatore macedone
- 1984 - Prof, rapper statunitense
- 1984 - Ivan Babić, calciatore croato
- 1984 - Ørjan Berg Hansen, calciatore norvegese
- 1984 - Taylor Cole, attrice e modella statunitense
- 1984 - Giulia Domenichetti, allenatrice di calcio a 5, ex calciatrice e ex giocatrice di calcio a 5 italiana
- 1984 - Carlos García Badías, ex calciatore spagnolo
- 1984 - Dan Girardi, hockeista su ghiaccio canadese
- 1984 - Michał Gołaś, dirigente sportivo e ex ciclista su strada polacco
- 1984 - Alessandro Iandoli, ex calciatore svizzero
- 1984 - Paulius Jankūnas, ex cestista lituano
- 1984 - Lina Krasnoruckaja, ex tennista e telecronista sportiva russa
- 1984 - Michele Miarelli, ex giocatore di calcio a 5 italiano
- 1984 - Phạm Văn Quyến, ex calciatore vietnamita
- 1984 - Sandro Laurindo da Silva, ex calciatore brasiliano
- 1984 - Matteo Stefanini, canottiere italiano
- 1984 - Vasilīs Xanthopoulos, cestista greco
- 1984 - Melike İpek Yalova, attrice turca
- 1985 - Deniz Koyu, disc jockey e produttore discografico tedesco
- 1985 - Evgenija Berkovič, regista teatrale, poetessa e drammaturga russa
- 1985 - Yanick Bodemann, ex hockeista su ghiaccio austriaco
- 1985 - Vincent Braillard, pilota motociclistico svizzero
- 1985 - Julia Clukey, ex slittinista statunitense
- 1985 - Jay Lethal, wrestler statunitense
- 1985 - Francisco Mendoza, ex calciatore messicano
- 1985 - Kristof Ongenaet, cestista belga
- 1985 - Sébastien Tillous-Borde, ex rugbista a 15 e allenatore di rugby a 15 francese
- 1986 - Excision, disc jockey e produttore discografico canadese
- 1986 - Jennifer Chieng, pugile micronesiana
- 1986 - Brandon Dubinsky, hockeista su ghiaccio statunitense
- 1986 - Crystal Harris, modella statunitense
- 1986 - Zoran Korach, attore statunitense
- 1986 - Orlando Méndez-Valdez, ex cestista e dirigente sportivo statunitense
- 1986 - Qveen Herby, rapper e cantautrice statunitense
- 1986 - Pelagia Papamichaīl, ex cestista greca
- 1986 - Răzvan Patriche, calciatore rumeno
- 1986 - Francesco Pisano, allenatore di calcio e ex calciatore italiano
- 1986 - Bev Priestman, allenatrice di calcio britannica
- 1986 - Davide Quartarone, pallavolista italiano
- 1986 - Erjon Haki Xhafa, ex calciatore albanese
- 1987 - Sanâa Alaoui, attrice marocchina
- 1987 - William Alves, calciatore brasiliano
- 1987 - Jeff Ayres, cestista statunitense
- 1987 - Sara Errani, tennista italiana
- 1987 - Kimberly Geist, ex pistard statunitense
- 1987 - Hannes Irmer, ex giocatore di football americano tedesco
- 1987 - Thomas Mangani, ex calciatore francese
- 1987 - Joanna Maranhão, ex nuotatrice brasiliana
- 1987 - Suelle Oliveira, pallavolista brasiliana
- 1987 - Aleksej Poltaranin, ex fondista kazako
- 1987 - Christian Reitz, tiratore a segno tedesco
- 1987 - Abdoulaye Samaké, calciatore maliano
- 1987 - Brittney Savage, wrestler statunitense
- 1987 - Robert Urbanek, discobolo polacco
- 1987 - Tin Široki, ex sciatore alpino croato
- 1988 - Sara Bertolasi, canottiera italiana
- 1988 - Marc Digruber, ex sciatore alpino austriaco
- 1988 - Dillon, cantautrice e pianista brasiliana
- 1988 - Nélson Alexandre Farpelha Estrela, calciatore portoghese
- 1988 - Cameron Girdlestone, canottiere australiano
- 1988 - Younha, cantante sudcoreana
- 1988 - Halyna Jančenko, politica ucraina
- 1988 - Vera Klimovič, pallavolista bielorussa
- 1988 - Jan Kudlička, astista ceco
- 1988 - Taoufik Makhloufi, mezzofondista algerino
- 1988 - Lonyae Miller, giocatore di football americano statunitense
- 1988 - Thomas Plößel, velista tedesco
- 1988 - Julian Reus, velocista tedesco
- 1988 - Nikolaj Sedjuk, discobolo russo
- 1988 - Mark Stanley, attore britannico
- 1988 - Iñaki Sáenz, calciatore spagnolo
- 1988 - Jonathan Toews, hockeista su ghiaccio canadese
- 1988 - Kritsada Wongkaeo, giocatore di calcio a 5 e ex calciatore thailandese
- 1989 - Mariano Berriex, ex calciatore argentino
- 1989 - Guido Burgstaller, calciatore austriaco
- 1989 - Sophie Charlotte, attrice e ballerina brasiliana
- 1989 - Marco Fassinotti, altista italiano
- 1989 - Foxes, cantante britannica
- 1989 - Lucas Hoyos, calciatore argentino
- 1989 - Aleksandr Marenič, ex calciatore russo
- 1989 - Candace Owens, blogger, youtuber e imprenditrice statunitense
- 1989 - Guillaume Quesque, pallavolista francese
- 1989 - Samba Sow, ex calciatore maliano
- 1989 - Domagoj Vida, calciatore croato
- 1990 - Nadine Broersen, multiplista olandese
- 1990 - Bradford Burgess, ex cestista e allenatore di pallacanestro statunitense
- 1990 - Lavar Edwards, ex giocatore di football americano statunitense
- 1990 - Torstein Eriksen, copilota di rally norvegese
- 1990 - Marc Fernández Gracia, calciatore spagnolo
- 1990 - Citlalli Hernández, politica messicana
- 1990 - Chris Johnson, cestista statunitense
- 1990 - Mauro Jörg, hockeista su ghiaccio svizzero
- 1990 - Min Ji, attrice sudcoreana
- 1990 - Anthony Moris, calciatore belga
- 1990 - Robert Rikić, cestista croato
- 1990 - Jean Cléber, calciatore brasiliano
- 1990 - Christopher Schindler, ex calciatore tedesco
- 1990 - Kristinn Steindórsson, calciatore islandese
- 1990 - Akeem Vargas, cestista statunitense
- 1991 - Ugonna Anyora, ex calciatore nigeriano
- 1991 - Carlos Barbero, ex ciclista su strada spagnolo
- 1991 - Javier Calle, calciatore colombiano
- 1991 - Tobin Carberry, cestista statunitense
- 1991 - Misaki Doi, allenatrice di tennis e ex tennista giapponese
- 1991 - Marcus Joseph, calciatore trinidadiano
- 1991 - Jung Hye-sung, attrice sudcoreana
- 1991 - Haralds Kārlis, ex cestista lettone
- 1991 - Kim Hee-jin, pallavolista sudcoreana
- 1991 - Afroditī Latinopoulou, avvocata, politica e ex tennista greca
- 1991 - Omid Nazari, calciatore iraniano
- 1991 - Sabīne Niedola, ex cestista lettone
- 1991 - Adam James Smith, calciatore inglese
- 1991 - Stelios Vasileiou, calciatore greco
- 1992 - Ferrán Bassas, cestista spagnolo
- 1992 - Pablo Becker, ex calciatore argentino
- 1992 - Bùi Thị Thu Thảo, lunghista vietnamita
- 1992 - Sam Deroo, pallavolista belga
- 1992 - Sarah Freeman, ex sciatrice alpina canadese
- 1992 - Michela Guzzetti, ex nuotatrice italiana
- 1992 - Sebastian Holmén, calciatore svedese
- 1992 - Gaël N'Lundulu, calciatore francese
- 1992 - Christopher Neumayer, ex sciatore alpino austriaco
- 1992 - Barbara Prakopenka, attrice e modella bielorussa
- 1992 - Luca Strizzolo, calciatore italiano
- 1992 - Cristian Toro, canoista spagnolo
- 1992 - Justine Vanhaevermaet, calciatrice belga
- 1993 - Adrian Amos, giocatore di football americano statunitense
- 1993 - Maksim Barsov, calciatore russo
- 1993 - Siddhant Chaturvedi, attore indiano
- 1993 - Mate Delić, allenatore di tennis e ex tennista croato
- 1993 - Obi Emegano, cestista nigeriano
- 1993 - Giannīs Gianniōtas, calciatore greco
- 1993 - David Guthrie, ex giocatore di football americano statunitense
- 1993 - Gabri Izquier, calciatore spagnolo
- 1993 - Liao Lisheng, calciatore cinese
- 1993 - Andrei Marc, calciatore rumeno
- 1993 - Nick Martin, ex giocatore di football americano statunitense
- 1993 - Stephen Maxwell, cestista statunitense
- 1993 - Ashleigh Neville, calciatrice inglese
- 1993 - Brice Ntambwe, ex calciatore belga
- 1993 - Justin Thomas, golfista statunitense
- 1994 - Gustavo Almada, calciatore boliviano
- 1994 - Valériane Ayayi, cestista francese
- 1994 - Gregor Bajde, calciatore sloveno
- 1994 - Zachary Wentz, wrestler statunitense
- 1994 - Thomas Di Pauli, ex hockeista su ghiaccio italiano
- 1994 - Júlio Ferreira, taekwondoka portoghese
- 1994 - Michael Gunning, nuotatore giamaicano
- 1994 - Ollie, cantante finlandese
- 1994 - Dominik Koepfer, tennista tedesco
- 1994 - Stephen Milne, ex nuotatore britannico
- 1994 - Camilla Neriotti, pallavolista italiana
- 1994 - Valerie Nichol, pallavolista statunitense
- 1994 - Casper Nielsen, calciatore danese
- 1994 - Xavier Rathan-Mayes, cestista canadese
- 1994 - Ken Roczen, pilota motociclistico tedesco
- 1994 - Marcelino Sambé, ballerino portoghese
- 1994 - Madeline Schaffrick, snowboarder statunitense
- 1994 - Antwan Tolhoek, ciclista su strada olandese
- 1994 - Leandro Zazpe, calciatore uruguaiano
- 1994 - Ekain Zenitagoia, calciatore spagnolo
- 1995 - Borislav Conev, calciatore bulgaro
- 1995 - Radoslav Conev, calciatore bulgaro
- 1995 - Dawid Kort, calciatore polacco
- 1995 - Mateo Mužek, calciatore croato
- 1995 - Anikv, cantante georgiana
- 1995 - Pietro Pivotto, velocista italiano
- 1995 - Bahruz Samadov, attivista azero
- 1995 - Viktorija Sinicina, danzatrice su ghiaccio russa
- 1995 - Vykintas Slivka, calciatore lituano
- 1995 - Axel Truhtchev, pallavolista francese
- 1995 - Rivaldinho, calciatore brasiliano
- 1996 - Albert Baró, attore spagnolo
- 1996 - Luka Božić, cestista croato
- 1996 - Gustav Engvall, calciatore svedese
- 1996 - Ivan Fiolić, calciatore croato
- 1996 - Nicolás Franco, calciatore argentino
- 1996 - Kobe Goossens, ciclista su strada belga
- 1996 - Maxime Hueber-Moosbrugger, triatleta francese
- 1996 - Nick Kergozou, pistard e ciclista su strada neozelandese
- 1996 - Katherine Langford, attrice australiana
- 1996 - Ayami Mutō, cantante e modella giapponese
- 1996 - Maurice Neubauer, calciatore tedesco
- 1996 - María Pérez, marciatrice spagnola
- 1996 - Laura Rafferty, calciatrice nordirlandese
- 1997 - Ryan Bidounga, calciatore francese
- 1997 - Beatrice Capomaggi, rugbista a 15 italiana
- 1997 - Leo Gogličidze, calciatore russo
- 1997 - Artëm Jusupov, calciatore russo
- 1997 - Damjan Krajišnik, calciatore bosniaco
- 1997 - Eetu Nousiainen, saltatore con gli sci finlandese
- 1997 - Christopher Operi, calciatore ivoriano
- 1997 - Lucas Tousart, calciatore francese
- 1997 - Stephanie Williams, pallavolista statunitense
- 1998 - Kimberly Birrell, tennista australiana
- 1998 - Roberts Blumbergs, cestista lettone
- 1998 - Daniel Bowry, calciatore antiguo-barbudano
- 1998 - Ken Caillot, sciatore alpino francese
- 1998 - Emiliano Coitiño, ex calciatore uruguaiano
- 1998 - Timi Max Elšnik, calciatore sloveno
- 1998 - Ingrid Syrstad Engen, calciatrice norvegese
- 1998 - Ella Hunt, attrice e cantante britannica
- 1998 - Enzo Martínez, calciatore uruguaiano
- 1998 - Xenia Francesca Palazzo, nuotatrice italiana
- 1998 - Apriyani Rahayu, giocatrice di badminton indonesiana
- 1998 - Sten Reinkort, calciatore estone
- 1998 - Mallory Swanson, calciatrice statunitense
- 1998 - Idrissa Touré, calciatore tedesco
- 1999 - Malek Baayou, calciatore tunisino
- 1999 - Mojmír Chytil, calciatore ceco
- 1999 - Sébastien Grignard, ciclista su strada belga
- 1999 - Gabriel Gudmundsson, calciatore svedese
- 1999 - Abraham Guem, atleta sudsudanese
- 1999 - Luk'a Gugeshashvili, calciatore georgiano
- 1999 - Callum Scott Howells, attore britannico
- 1999 - Mohamed Kamara, calciatore sierraleonese
- 1999 - Bo Kanda Lita Baehre, astista tedesco
- 1999 - Filippo Magli, ciclista su strada italiano
- 1999 - Elena Micheli, pentatleta italiana
- 1999 - Mateo Retegui, calciatore argentino
- 1999 - Vladyslav Vakula, calciatore ucraino
- 2000 - Birri Abera, mezzofondista etiope
- 2000 - Jarrick Bernard-Converse, giocatore di football americano statunitense
- 2000 - Myles Cole, giocatore di football americano statunitense
- 2000 - Rhyne Howard, cestista statunitense
- 2000 - Marko Kelemen, calciatore slovacco
- 2000 - Santiago Núñez, calciatore argentino
- 2000 - Aitor Paredes, calciatore spagnolo

## XXI secolo(46)
- 2001 - Josef Baccay, calciatore norvegese
- 2001 - Danilo dos Santos de Oliveira, calciatore brasiliano
- 2001 - Gregor Glas, cestista sloveno
- 2001 - Lisa Hörhager, sciatrice alpina austriaca
- 2001 - Anna Jøsendal, calciatrice norvegese
- 2001 - Sintayehu Masire, marciatrice etiope
- 2001 - Simone Olivero, ex ciclista su strada italiano
- 2001 - Johannes Pietsch, cantautore e compositore austriaco
- 2001 - Dawid Szot, calciatore polacco
- 2002 - Óscar Aranda, calciatore spagnolo
- 2002 - Rondodasosa, rapper italiano
- 2002 - Fahem Benaïssa-Yahia, calciatore francese
- 2002 - Ayano Farada, calciatore israeliano
- 2002 - Eljan Hajiyev, judoka azero
- 2002 - Jordan Hawkins, cestista statunitense
- 2002 - Sinja Kraus, tennista austriaca
- 2002 - Eric Martel, calciatore tedesco
- 2002 - Aleksandr Muchin, calciatore russo
- 2002 - Ackera Nugent, ostacolista giamaicana
- 2002 - Ilse Pluimers, ciclista su strada olandese
- 2002 - Jonni Sarkkinen, lottatore finlandese
- 2002 - Francesco Sonis, scacchista italiano
- 2002 - Tom Strannegård, calciatore svedese
- 2002 - Alicja Szemplińska, cantante polacca
- 2002 - Tunahan Taşçı, calciatore olandese
- 2002 - Liam Thompson, calciatore inglese
- 2002 - Samuele Zannoni, calciatore sammarinese
- 2003 - Francesca Barale, ciclista su strada italiana
- 2003 - Ben Bobzien, calciatore tedesco
- 2003 - Abdelrahman Ahmed Omar, lottatore egiziano
- 2003 - Alayah Pilgrim, calciatrice svizzera
- 2003 - Miguel Rodríguez Vidal, calciatore spagnolo
- 2003 - Holger Rune, tennista danese
- 2003 - Lars Villiger, calciatore svizzero
- 2004 - Je'Von Evans, wrestler statunitense
- 2004 - Chuki, calciatore spagnolo
- 2005 - Barbara Aigner, sciatrice alpina austriaca
- 2005 - Johannes Aigner, sciatore alpino austriaco
- 2005 - Aaron Anselmino, calciatore argentino
- 2005 - Diego Arroyo, calciatore boliviano
- 2005 - Anna Bardaro, pallavolista italiana
- 2005 - Dipangkorn Rasmijoti, principe e militare thailandese
- 2005 - Shahadi Wright Joseph, attrice statunitense
- 2006 - Xochitl Gomez, attrice statunitense
- 2007 - Mirra Andreeva, tennista russa
- 2007 - Sofia di Borbone-Spagna, principessa spagnola